# Broekburg
Broekburg (Frans: Bourbourg) is een gemeente in het Franse Noorderdepartement (Frans: département du Nord). De gemeente is een kantonhoofdplaats en ligt in het arrondissement Duinkerke in de Franse Westhoek (in Frans-Vlaanderen). Het stadje telde op 1 januari 2022 6.958 inwoners. 

## Naam
De plaatsnaam Broekburg heeft een Oudnederlandse herkomst en is een samenstelling van de toponiemen broek en burg. Ze verwijst naar de versterking die graaf Arnulf I van Vlaanderen hier te midden van de broeken (drassige weilanden die in de winter onderlopen) tegen de Noormannen liet opwerpen.

## Geschiedenis

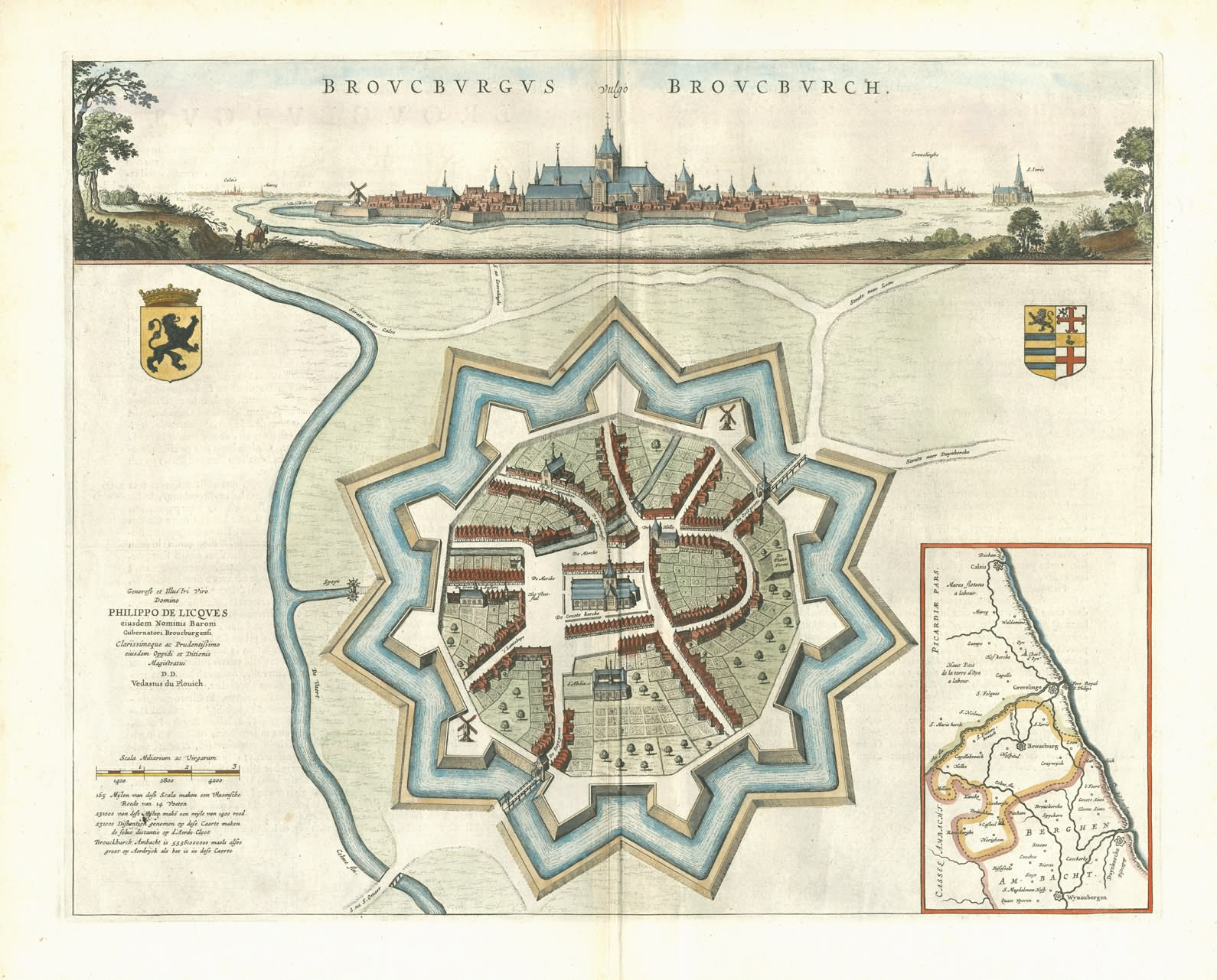
Broekburg in 1649 door J. Blaeu

In de tweede helft van de 3de eeuw na Christus doorbrak de Noordzee de duinenrij aan de Vlaamse kust en veranderde de erachter gelegen lage landen in een zeegolf, een natuurramp die tot voor kort werd toegeschreven aan de Tweede Duinkerkse Transgressie. Het was pas vanaf de 7de eeuw dat de situatie door de constante aanslibbing enigszins veranderde en er in het uitgestrekte kustmoeras enkele plaatsen droog kwamen te liggen. Dit stelde de nijvere kustbewoners in staat om tussen de 7de en de 12de eeuw een kleine 3000 hectare op het water te veroveren en in te polderen.
Hoewel men pas in 1035 voor het eerst melding maakte van Broekburg, belet niets aan te nemen dat de nederzetting ouder is en mogelijk tot het einde van de 9de eeuw teruggaat. Algemeen wordt aangenomen dat ze een schakel is geweest in het defensiesysteem langs de kustlijn dat door de Vlaamse graven tegen de Noormannen werd opgericht. Hoe dan ook, de oudste stadskern bevindt zich onmiddellijk ten zuidwesten van de parochiale Sint-Janskerk.

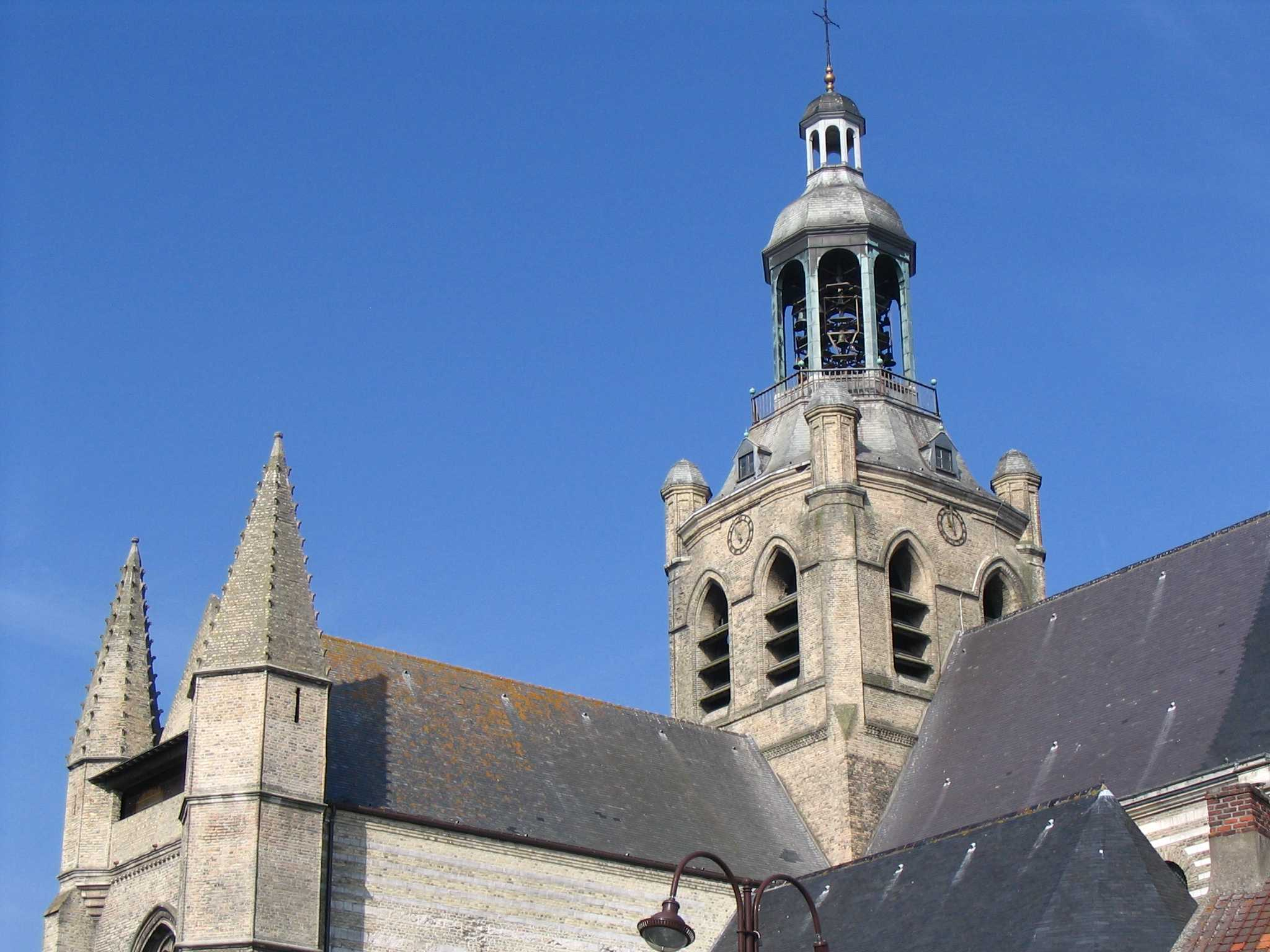
Kerk Saint-Jean-Baptiste in Bourbourg

In 1103 stichtte Clementia van Bourgondië, gravin van Vlaanderen, iets ten zuiden van de stad een Abdij van Broekburg dat door haar man Robrecht II van Jeruzalem van domeinen werd voorzien. Na een tijdje werd het de gewoonte dat de intredende nonnen van adellijke afkomst moesten zijn, wat het ontstaan gaf aan de zogenaamde "Abdij der Edele Dames".
In 1104 zijn Broekburg en zijn castrum reeds het centrum geworden van een gelijknamige kasselrij, een bestuurlijke omschrijving waarvan tien dorpen afhingen. Het circa 12.700 ha grote grondgebied ervan, in 1071 afgesplitst van de oude kasselrij van Sint-Omaars, kan men ruwweg situeren in de driehoek tussen de Noordzee, de Aa en de lijn Waten-Loon. De oudst bekende burggraaf, Tamardus, wordt in 1072 vernoemd.
Was de stad oorspronkelijk bedoeld als een bolwerk tegen de Noormannen, in later eeuwen kreeg ze vooral betekenis als vesting in de Frans-Engelse oorlogen, en kende als zo menig beleg, wat uiteindelijk leidde tot de wapenstilstand van 1375. Als gevolg hiervan viel Broekburg in Franse handen en droeg in die hoedanigheid bij tot de neergang van Vlaanderen: de stad leverde in 1382 een legergroep die in de Slag bij Westrozebeke aan de kant van de Franse overwinnaars stond.
Misschien profiteerden de Engelsen toen van het feit dat de weerbare mannen elders bezig waren, want het jaar erop sloegen ze het beleg voor de stad en namen haar in, enkel om ze kort daarop opnieuw aan de Fransen te verliezen. Ze bleven echter prominent aanwezig; naarmate men de 15de eeuw naderde, werd Calais met zijn Engels garnizoen dan ook een steeds grotere dreiging.
Tot de 17de eeuw kende de stad op economisch en cultureel gebied een zekere bloei, maar ze is nooit een uitgesproken handelsstad geweest, niet na de in 1458 verleende toestemming tot het houden van week- en jaarmarkten en ook niet na het verkrijgen van een maandmarkt.
Wel hebben de godsdienstoorlogen na 1556 hier bij uitzondering geen sporen nagelaten, want het stadsbestuur was kordaat genoeg om de goegemeente buiten deze en dergelijke twisten te houden.
Met de Frans-Spaanse oorlogen was het echter een andere zaak. De stad lag immers pal in de frontlijn en wisselde hierdoor herhaaldelijk van bezetter. Daarom werd het centrum in 1637 voorzien van een streng regelmatige vesting. Zelf koos de stad voor een derde partij: de Nederlandse koning-stadhouder Willem III van Oranje, die echter in 1677 in de Slag aan de Pene verpletterend door Frankrijk verslagen werd. Door het Verdrag van de Pyreneeën kreeg Lodewijk XIV niet alleen de stad, maar de hele kasselrij. Om er zeker van te zijn dat Bourbourg nooit meer een wapen zou zijn in de handen van zijn vijanden, liet hij meteen de gebastioneerde vestingen totaal ontmantelen.
Tussen 1675 en 1685 werd de Broekburgvaart gegraven, die de Aa bij Waten met de Duinkerkse achterhaven verbindt. Zelf heeft het stadje hier weinig profijt van getrokken, gelegen als het is in de schaduw van Frankrijks derde haven. 
De Franse Revolutie bracht een nieuwe stormwind over Broekburg. De gemeenten werden gecreëerd, en toen de plattelandsbewoners onafhankelijk wilden zijn van de stedelijke bourgeoisie, ontstonden in 1790 in Bourbourg twee gemeenten: het stadscentrum binnen de vroegere stadsvesten werd de kleine gemeente Bourbourg-Ville, het grote omliggend platteland de gemeente Bourbourg-Campagne. 1792 was een rampjaar waarin men de Sint-Janskerk omvormde tot Tempel van de Rede en alle kloosterorden ophief om hun goederen openbaar te verkopen. Meteen werd ook de eigen identiteit een slag toegebracht door het vervangen van de 22 eentalig Vlaamse straatnamen in het centrum door Franse. 
De 19e eeuw bracht gebeurtenissen van alle soorten: in het kader van de strijd tegen Napoleon bezetten in 1814 de Pruisen de stad, in 1816 gevolgd door de Engelsen. In 1829 groef men tussen de Quai des Traiteurs en de Rue Jean Bart een waterbekken om handelsverkeer naar de markt toe te laten, maar dat is intussen alweer gedempt en vervangen door een openbaar parkje.
Het was ook de tijd van de eerste urbanisatiewerken: men nivelleerde wat restte van de stadsvesten, met behoud van het aanpalende stratennet; verschillende markten werden aangelegd; in het centrum trok men verschillende openbare gebouwen en een nieuw stadhuis op. Er werden drie nieuwe straten gelegd, waaronder een over de terreinen van de verdwenen abdij. In 1873 kreeg Bourbourg zijn station. Aan het begin van de 20ste eeuw bekwam de stadskern haar huidige uitzicht door het dempen van de laatste kanalen. Op hun plaats werden nieuwe straten aangelegd of bestaande verbreed.
De Tweede Wereldoorlog heeft in deze stad diepe wonden geslagen. Op 23 mei 1940 vielen er de eerste granaten, twee dagen later stortte een Duits vliegtuig vol op de kerk neer en zette de aanpalende huizen in brand. In de volgende vier jaar werden er van de 649 gebouwen 42 verwoest en 72 beschadigd. 60 jaar na de oorlog is de Sint-Janskerk deze gebeurtenissen nog steeds niet te boven gekomen. De situatie van de twee afzonderlijke gemeente was anderhalve eeuw blijven bestaan, tot in 1945 Bourbourg-Ville en Bourbourg-Campagne uiteindelijk weer verenigd werden in een enkele gemeente Bourbourg.
Vandaag heeft de stad ondanks de vestiging van enkele bedrijven slechts regionale betekenis. Aan het verleden als vestingstad herinnert enkel een cirkelvormig stratenpatroon, terwijl van de kerkelijke en burgerlijke monumenten nagenoeg niets bewaard bleef.

## Stadswapen
In lazuur drie drielingsbalken van goud; het schildhoofd van hetzelfde met een gaande leeuw van sabel. Het stadswapen is dat van de burggraven van Broekburg. Het werd gecombineerd met het wapen van Vlaanderen nadat gravin Margaretha van Constantinopel de titel van burggraaf en de bijhorende rechten en heerlijkheden tussen 1272 en 1279 afkocht van Arnulf III van Giezene (Guînes), waardoor ze vrouwe van Broekburg werd. Twee generaties later schonk graaf Robrecht III van Béthune in 1310 het burggraafschap - een intussen zuiver feodale titel - en de er aan verbonden domeinen aan zijn zuster Isabella, echtgenote van Jean de Fiennes.

## Bezienswaardigheden

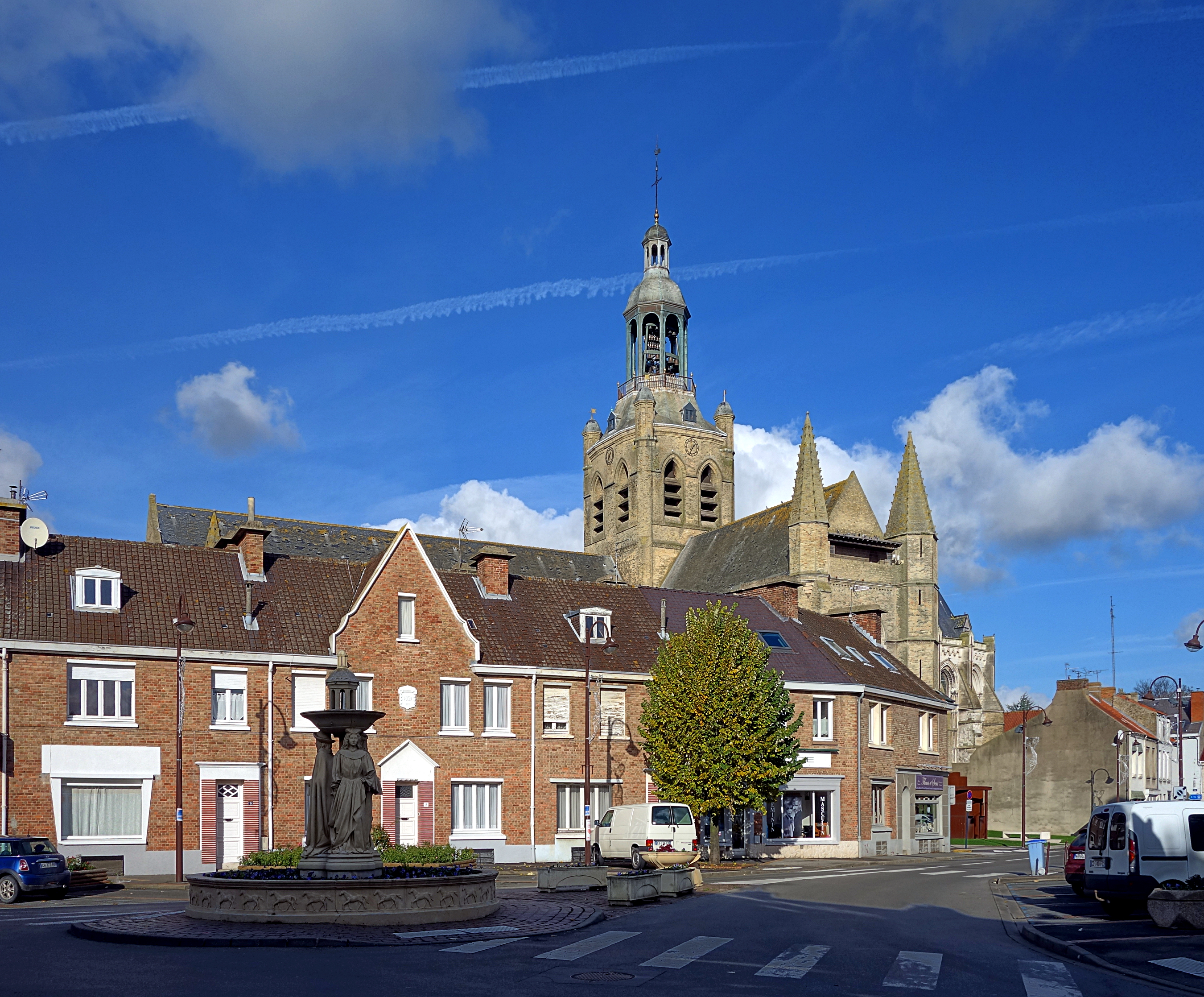
Stadscentrum van Broekburg

- De Sint-Jan-de-Doperkerk (Église Saint-Jean-Baptiste), waarvan het koor in 1920 als monument historique werd beschermd.
- De gevel en dakbedekking van de cellen van de oude gevangenis werden in 1972 beschermd als monument historique.
- In 1983 werd ook het dak van het Hospice Saint-Jean beschermd als monument historique.
- Ook het gebouw van de vroegere vismarkt en brandweer werd in 1983 geklasseerd als monument historique.
- In 2004 werden de gevel en het dak van het huis van Edmond de Coussemaker en het bijbehorende park beschermd als monument historique.
- Het Stadhuis van Broekburg is het voormalig 18e-eeuwse landshuis, met een zonnewijzer van 1733.
- Enkele industriële monumenten, met name oude brouwerijen en mouterijen.

## Natuur en landschap
Broekburg ligt in het Blootland op een hoogte van 1 tot 4 meter boven zeeniveau. Het stadje ligt aan de Broekburgvaart (Canal de Bourbourg), die Duinkerke met de Aa verbindt. 

## Geografie
De oppervlakte van Broekburg bedroeg op 1 januari 2022 38,49 vierkante kilometer; de bevolkingsdichtheid was toen 180,8 inwoners per km².

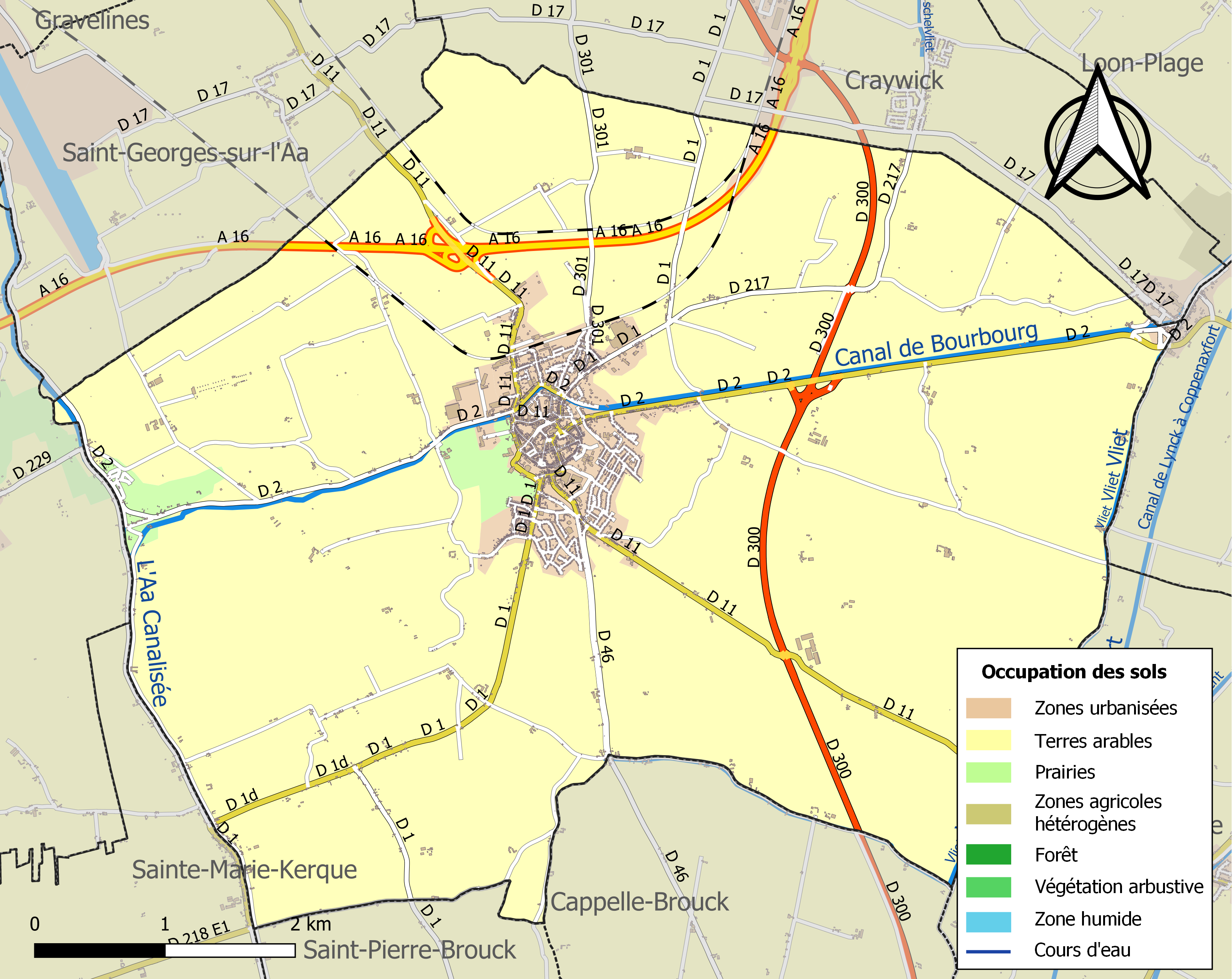
Kaart van de gemeente met belangrijkste infrastructuur, bodemgebruik en omliggende gemeenten

## Verkeer en vervoer
De gemeente ligt aan de A16/E40 van Duinkerke over Calais naar Boulogne-sur-Mer, die er een op- en afrit heeft.
In de gemeente ligt spoorwegstation Bourbourg.

## Demografie
Onderstaande figuur toont het verloop van het inwonertal (bron: INSEE-tellingen).

## Nabijgelegen kernen
Sint-Joris (Saint-Georges-sur-l'Aa), Saint-Folquin, Sainte-Marie-Kerque, Sint-Pietersbroek, Kapellebroek, Loberge, Koppenaksfoort, Kraaiwijk